# 대체재
대체재(代替財, 영어: substitute good)란, 경제학에서 어느 한 재화가 다른 재화와 비슷한 유용성을 가지고 있어 한 재화의 가격이 상승하면 다른 재화의 수요가 증가하는 경우 서로 대체관계에 있다고 말하며 이러한 대체관계에 있는 재화를 다른 재화의 대체재라고 한다.
이러한 대체의 개념은 상대적인 것으로, 예를 들어 승용차시장에서는 스포츠카의 대체재는 SUV가 되지만 이동수단의 개념에서 봤을 때의 대체재는 전철, 버스, 택시가 될 수도 있다. 대체재의 예로 코카콜라와 펩시(콜라와 사이다), 밥과 라면, 커피와 홍차 또는 녹차, 쇠고기와 돼지고기, 데스크탑과 노트북, 윈도우와 리눅스 등이 있다.

## 같이 보기
- 통화대체
- 보완재